# Casinobrood

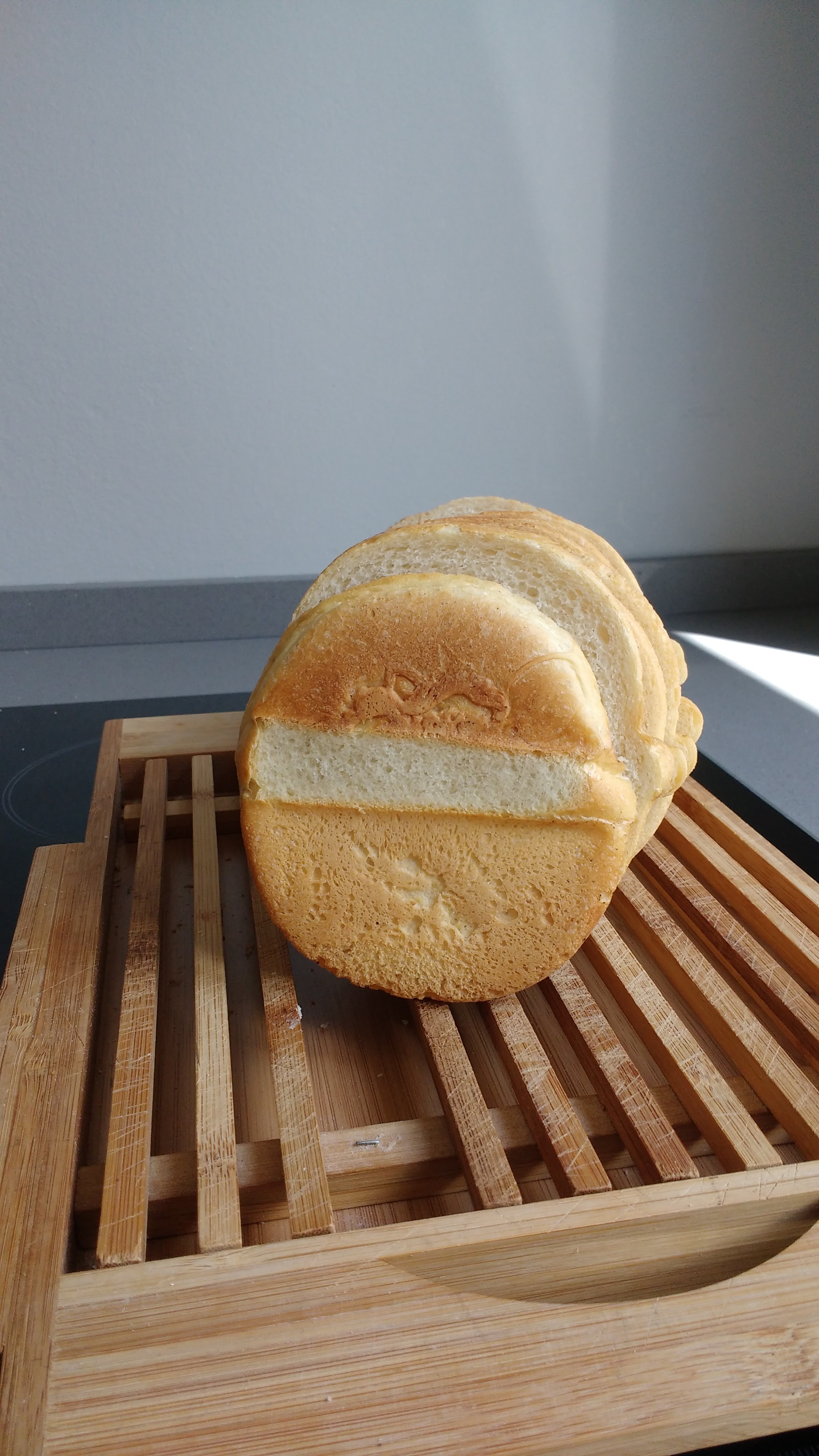
Casinobrood

Casinobrood is de Nederlandse naam voor een brood dat wordt gebakken in een bus, in een broodblik, die met een deksel wordt afgesloten. Door het brood te bakken in een afgesloten bakvorm ontstaat een, over de gehele lengte, gelijkvormig brood. Over het algemeen zijn casinobroden rechthoekig en doorgesneden vierkant. Casinobrood dat Rond is komt ook voor, maar dan worden de broden meestal lampionbrood genoemd. Casinobrood is meestal witbrood, maar andere deegsamenstellingen zijn ook mogelijk.

## Etymologie
Het woord 'casinobrood' wordt zeker vanaf het jaar 1910 genoemd. Een veel beschreven verklaring voor de naam is dat het zou zijn afgeleid van het Italiaanse woord ‘casino’, wat 'klein huisje' of 'buitenhuisje' betekent. 'Casino' zou in dit geval refereren aan het bakblik dat een huisje om het brood vormt. Dergelijke broden worden in Italië overigens pancarré of pane in cassetta genoemd.
Een andere verklaring is juist een verwijzing naar het casino als locatie. Vanuit de oude betekenis in het Italiaans voor casino als 'buitenhuisje' is het woord ook de betekenis van 'plezieroord' gaan dragen. Zodoende doelt men in het moderne Italiaans met het woord op een bordeel en is de naam voor een uitgaansgelegenheid waar gokspelen worden gespeeld, het casino, ervan afgeleid. In het verleden gold 'casino' als synoniem voor herenclub, officiersclubs, clubhuis of speelzaal. Binnen het militaire jargon werd bijvoorbeeld met casino een gebouw aangeduid waar hooggeplaatste militairen konden eten en ontspannen, een zogenoemde 'officierencasino'. Het 'casino' in casinobrood zou dan dus verwijzen naar de betekenis van elitaire sociale club waar dit type brood in de vorm van sandwiches werd geserveerd, dus als een clubsandwich.
In andere talen staat het casinobrood onder andere bekend in het Engels als pullman bread, Frans pain de mie en Belgisch-Frans pain brique. Brood met dezelfde vorm als casinobrood wordt in Nederland ook voor tosti's verkocht.

## Gebruik
De vorm van het brood maakt dat het in vergelijking met andere, meer traditionele, broden met een bolle of ovale vorm gemakkelijk kan worden gestapeld. Het is ideaal om in twee gelijke delen te snijden, zoals bij toast, sandwiches en tosti's gebruikelijk is. Deze worden namelijk vaak diagonaal doorgesneden, zodat twee gelijke driehoeken ontstaan.